# Fragmentació de l'hàbitat

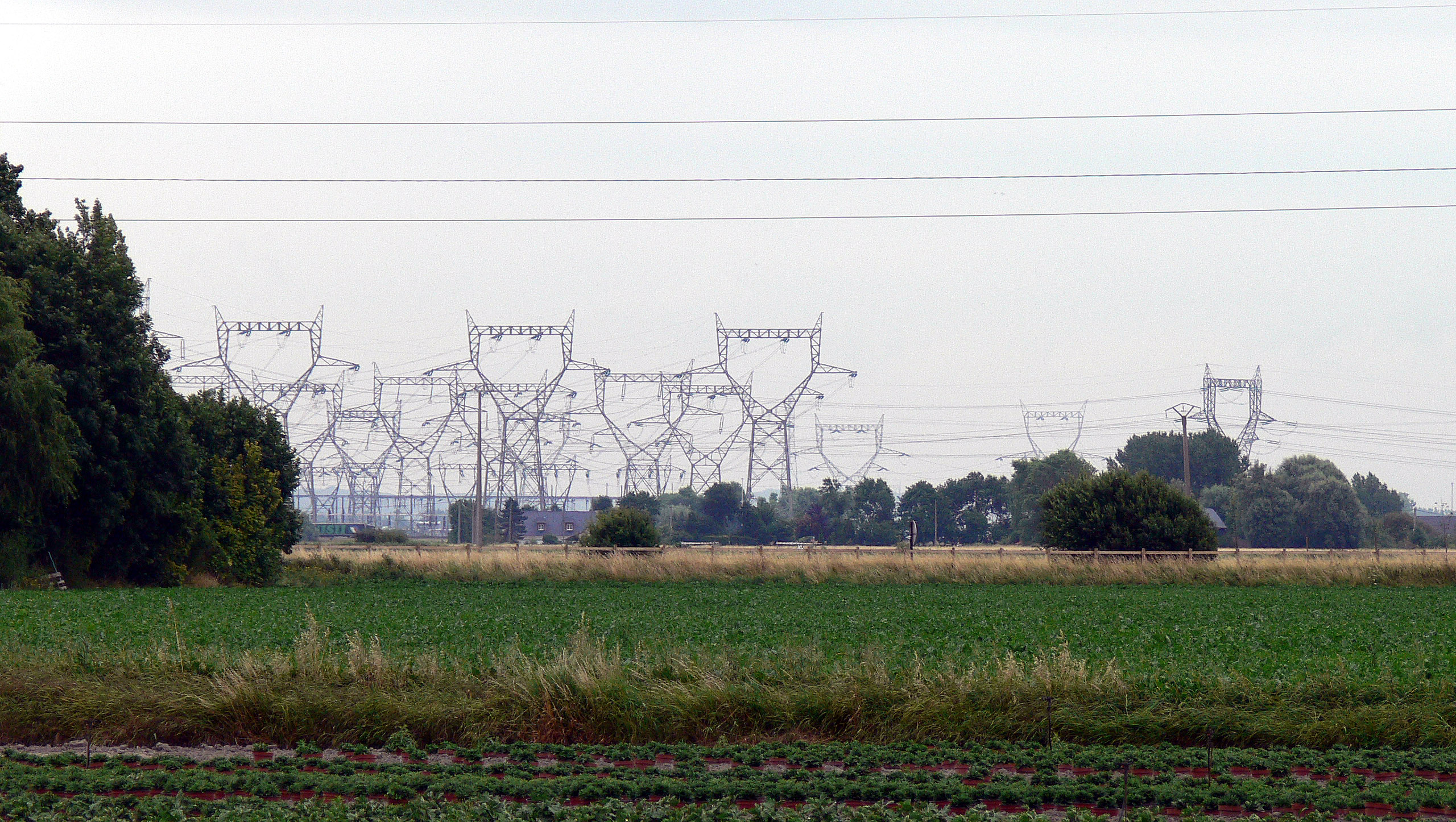
Les línies d'alta tensió són un factor de fragmentació de l'hàbitat de moltes espècies d'ocells.

La fragmentació d'hàbitat és un procés d'alteració del medi ambient important per l'evolució i la biologia de la conservació. Com el seu nom indica, descriu l'aparició de discontinuïtats (fragmentacions) a l'hàbitat d'un organisme. La fragmentació d'hàbitat pot ser causada per processos geològics, que modifiquen lentament la configuració del medi ambient físic; o per activitats humanes, com per exemple la conversió de terres, que poden alterar el medi ambient d'una forma molt més ràpida a l'escala temporal. Es considera que els processos geològics fragmentadors d'hàbitats són una de les principals causes d'especiació, al revés de les activitats humanes, que estarien implicades en l'extinció de moltes espècies.

## Causes
La fragmentació d'hàbitat és sovint causada pels humans, que retiren la vegetació nadiua per a instal·lar zones agrícoles, zones rurals o zones urbanes. Per la seva mida, les infraestructures de transport modernes (carreteres, autopistes, ferrocarrils, canals, línies d'alta tensió) són un factor major en crear obstacles infranquejables per a moltes espècies. Aleshores, els hàbitats que antigament formaven una continuïtat ara han quedat separats en fragments aïllats. Després d'una neteja intensiva del terreny, els fragments d'hàbitat tendeixen a quedar com illes aïllades entre si..
La fragmentació de l'hàbitat pot comportar sis processos diferents:
- Una reducció en la superfície total de l'hàbitat
- Un augment de la quantitat de límits
- Una disminució de la quantitat d'hàbitats interiors
- L'aïllament d'un fragment d'hàbitat de la resta
- El trencament d'un sector de l'hàbitat en subsectors més petits
- Una disminució de la mida mitjana dels sectors d'un hàbitat.